# 尼科来·瓦西里维奇·孜缅科
尼科来·瓦西里维奇·孜缅科（1901年4月—1983年）俄罗斯族，生于吉尔吉斯斯坦，中国马匹育种专家。

## 生平
尼科来·瓦西里维奇·孜缅科1901年4月出生在吉尔吉斯斯坦卡拉库尔（黑湖）。由于灾荒，1931年他携妻子阿斯娅流浪到中国新疆省伊犁。
在为维吾尔族大商人放牧之时，他发现昭苏草原水草丰美，十分喜爱，乃决定加入中国籍，并在此永久定居。他信仰马克思列宁主义，1944年时参加了三区革命，当了俄罗斯族的骑兵，曾获得金质奖章。
中华人民共和国成立前，他就引进了吉尔吉斯等地的良种马，以改良哈萨克马，培育出了具备伊犁特色的良种马。1956年中共中央实行社会主义民主改革时，他将自己的2000只羊、40头牛、170匹好马，全部拿出来加入“天山公私合营牧场”。当时，他担任天山牧场副场长，还是第一届全国人民代表大会唯一的俄罗斯族代表。因他培育的良种马“伊力马”受到部队及农牧民的欢迎，中华人民共和国农业部曾两度授予他金质奖章。
1967年，他由全国人大代表改选为第五届全国政协委员，并连任16年，直至他1983年逝世。

## 家庭
- 子：乌拉迪米尔·尼克来耶维奇·孜缅科[2]